# Balaenoptera
Balaenoptera é um género de cetáceos pertencente à família Balaenopteridae. O grupo inclui oito espécies de baleias de grandes dimensões, uma das quais descoberta apenas em 2003. O representante mais conhecido do grupo é a baleia azul, o maior animal que já viveu na Terra (incluindo dinossauros).

## Espécies
| Gênero       | Espécie (binomial)         | Nome vulgar            | Imagem |
| Balaenoptera | Balaenoptera physalus      | Baleia-comum           |        |
| Balaenoptera | Balaenoptera borealis      | Baleia-sei             |        |
| Balaenoptera | Balaenoptera brydei        | Baleia-de-bryde        |        |
| Balaenoptera | Balaenoptera edeni         | Baleia-de-bryde        |        |
| Balaenoptera | Balaenoptera musculus      | Baleia-azul            |        |
| Balaenoptera | Balaenoptera acutorostrata | Baleia-minke-boreal    |        |
| Balaenoptera | Balaenoptera bonaerensis   | Baleia-minke-antártica |        |
| Balaenoptera | Balaenoptera omurai        | Baleia-de-Omura        |        |